# Казаков, Юрий Иванович
Ю́рий Ива́нович Казако́в (24 декабря 1924, Архангельск — 6 мая 2019, Москва) — советский и российский баянист, педагог, общественный деятель. Народный артист СССР (1985).

## Биография
Юрий Казаков родился 24 декабря 1924 года в Архангельске, в семье профессионального баяниста Ивана Константиновича Казакова.
Учиться музыке начал под руководством отца, работавшего в Архангельске (солист радио, Северного русского народного хора и др.). В 1937—1942 годах занимался в музыкальной школе по классу фортепиано, одновременно изучал игру на баяне. В 1959 году окончил Музыкально-педагогический институт имени Гнесиных (ныне Российская академия музыки имени Гнесиных) в Москве (класс баяна Н. Я. Чайкина).
С 14 лет участвовал вместе с отцом в концертах Северного русского народного хора под управлением А. Я. Колотиловой в Архангельске. В 1940—1941 годах — баянист Ансамбля красноармейской песни и пляски Архангельского военного округа, в 1942—1946 — солист и концертмейстер Ансамбля песни и пляски Северного флота ВМФ СССР, в 1946—1954 — солист литературно-музыкального лектория Архангельской филармонии.
С 1948 года — преподаватель по классу баяна в Архангельском музыкальном училище.
В 1954—1958 годах — солист Московской филармонии. С 1958 года — солист Москонцерта.
Один из ведущих советских исполнителей-баянистов. Исполнял произведения классической и современной музыки, в том числе сочинения И. С. Баха (органная токката и фуга ре минор), В. А. Моцарта (органные фантазии N№ 1 и № 2 фа минор, анданте для органа фа мажор), С. С. Прокофьева («Мимолётности»), Д. Д. Шостаковича («Прелюдии»), Ф. Шопена («Этюд до-диез минор»), Ф. Листа («Каприччио»), П. И. Чайковского (Анданте-кантабиле из 1-го струнного квартета) и др.
Выступал также в ансамблях — с двумя скрипками (исполнял трио-сонату И. С. Баха), виолончелью, с 2 флейтами (трио-соната И. С. Баха), 2 арфами, в дуэте с балалаечниками П. И. Нечепоренко и Е. Авксентьевым и другими инструментами и музыкантами, а также с симфоническим оркестром (Концерт для баяна с симфоническим оркестром Н. Я. Чайкина). Инициатор создания международных ансамблей баянистов: играл в дуэте с баянистом 
В. Ахвенайненом (Финляндия), аккордеонисткой Пёрл Фосетт-Адриано (Англия), аккордеонистом Ю. Сундегвистом (Швеция).
Концертировал как солист во многих странах (Великобритания, Бельгия, ГДР, Дания, Швеция, Польша, Румыния, Финляндия, Франция, страны Латинской Америки, Вьетнам, Индонезия, Япония, Швейцария и др.).
Автор идеи и первый исполнитель (с 1951 года) на инструменте новой конструкции — готово-выборном многотембровом баяне. До того играл на баяне отца. Ручной работы московского мастера Клыковского изготовления 1915 года, после смерти Ивана Константиновича (умер 21 марта 1945 г. в землянке после одного из концертов фронтовой бригады) его сослуживцы по концертной бригаде филармонии в марте 1945 года привезли «гвардейский» баян в Архангельск и передали сыну. На этом баяне Ю. И. Казаков играл до 1951 года. В 1994 году Ю. И. Казаков (в год своего 70-летия) передал сохранённый инструмент отца в дар Государственному музею музыкальной культуры им. М. И. Глинки.
В 1999 году после 60 лет музыкальной карьеры, сыграв в целом 7600 концертов в 35 странах мира, вышел на заслуженный отдых.
Автор большого числа обработок, вариаций на темы народной музыки разных народов для готового и готово-выборного баяна, наиболее популярны из них — вариации на тему украинской песни «Ехал казак…».
Грампластинки с записями баяниста выпущены в СССР, Польше, Финляндии, Англии, США, а в России о нём сняты фильмы: «Играет Ю. Казаков» (ЦСДФ, 1958) и «Орган, баян и фантазия» («Экран», 1988). В честь 850-летия Москвы (1997) компания «Русский диск» в серии «Звезды русского баяна» выпустили компакт-диск «Играет Юрий Казаков», за который Ассоциация аккордеонистов Швеции присудила исполнителю высшую оценку и почётную Международную награду «Пять звёзд».
Автор статей по вопросам исполнительства на баяне.
Член правления Всесоюзного музыкального общества (ВМО), председатель комиссии по народным инструментам ВМО, член художественного совета Министерства культуры СССР, художественного совета Всесоюзного радио и Центрального телевидения Гостелерадио СССР, художественных советов творческой мастерской инструменталистов-исполнителей и Москонцерта, правления музыкальных деятелей Союза советских обществ дружбы и культурных связей с зарубежными странами (ССОД), председатель правления Совета ветеранов войны и труда Москонцерта.
В 2002 году в  итальянском городке Кастельфидардо возвели первый в мире памятник аккордеону. На нём скульптор Франко Кампанари отметил выдающихся людей, оставивших свой след в истории развития инструмента. Среди них Юрий Казаков — в одном ряду с Астором Пьяццоллой, Федерико Феллини и другими знаменитостями.
Умер 6 мая 2019 в Москве. Похоронен на Востряковском кладбище.

### Семья
- Отец — Иван Константинович Казаков (1899—21.03.1945), профессиональный баянист.
- Мать — Александра Георгиевна Казакова.
- Жена (с 1945) — Мария (в семейном кругу — Марина) Леонидовна Казакова (в девичестве — Бутырская) (1921—2011).

## Награды и звания
- Лауреат художественного конкурса V Международного фестиваля молодёжи и студентов в Варшаве (1955, золотая медаль)
- Заслуженный артист РСФСР (1963)
- Народный артист РСФСР (1976)
- Народный артист СССР (1985)
- Орден «За заслуги перед Отечеством» IV степени (2001)
- Орден Почёта (1997)[5]
- Орден Отечественной войны II степени (1985)
- Орден Красной Звезды (1944)
- Медаль «За оборону Советского Заполярья» (1944)
- Три медали «За освоение целинных земель» (1958, 1961, 1965)[6]
- Медаль «За доблестный труд. В ознаменование 100-летия со дня рождения Владимира Ильича Ленина»
- Медаль «За победу над Германией в Великой Отечественной войне 1941—1945 гг.»
- Медаль «Двадцать лет Победы в Великой Отечественной войне 1941—1945 гг.»
- Медаль «Тридцать лет Победы в Великой Отечественной войне 1941—1945 гг.»
- Медаль «Сорок лет Победы в Великой Отечественной войне 1941—1945 гг.»
- Медаль «50 лет Победы в Великой Отечественной войне 1941—1945 гг.»
- Медаль «60 лет Победы в Великой Отечественной войне 1941—1945 гг.»
- Медаль «65 лет Победы в Великой Отечественной войне 1941—1945 гг.»
- Медаль «70 лет Победы в Великой Отечественной войне 1941—1945 гг.»
- Медаль Жукова
- Медаль «300 лет Российскому флоту»
- Медаль «В память 850-летия Москвы»
- Медаль «Ветеран труда»
- Медаль «60 лет Вооружённых Сил СССР»
- Медаль «70 лет Вооружённых Сил СССР»
- Грамоты Верховных Советов Таджикской ССР (1967), Эстонской ССР (1968), Молдавской ССР (1971), Азербайджанской ССР (1972)
- Знак Министерства культуры РСФСР «За активное участие в обслуживании БАМа»
- Золотая медаль и приз «Золотой голос» за выдающиеся достижения в музыкальном искусстве, за пропаганду и утверждение баяна в мире (1988, мэр г. Кастельфидардо, Италия)
- Премия мэра Москвы и серебряная медаль от Правительства Москвы (1995)
- Нагрудный знак «За заслуги перед городом Архангельском» (2014).
- Почётный член Международного Союза музыкальных деятелей.